# Vallières-les-Grandes
Vallières-les-Grandes är en kommun i departementet Loir-et-Cher i regionen Centre-Val de Loire i de centrala delarna av Frankrike. Kommunen ligger i kantonen Montrichard som tillhör arrondissementet Blois. År 2022 hade Vallières-les-Grandes 944 invånare.

## Befolkningsutveckling
Antalet invånare i kommunen Vallières-les-Grandes
| Referens: INSEE |